# San Jose Earthquakes
San Jose Earthquakes je fotbalový klub z města San José hrající americkou Major League Soccer. Byl založen v roce 1995, v MLS působí od roku 1996.

## Úspěchy
- 2× MLS Cup: (2001, 2003)
- 1× MLS Supporters' Shield: (2005)
- 1× Heritage Cup: (2009)
- 2× California Challenge Cup: (2005, 2008)